# Maasdijk (Westland)

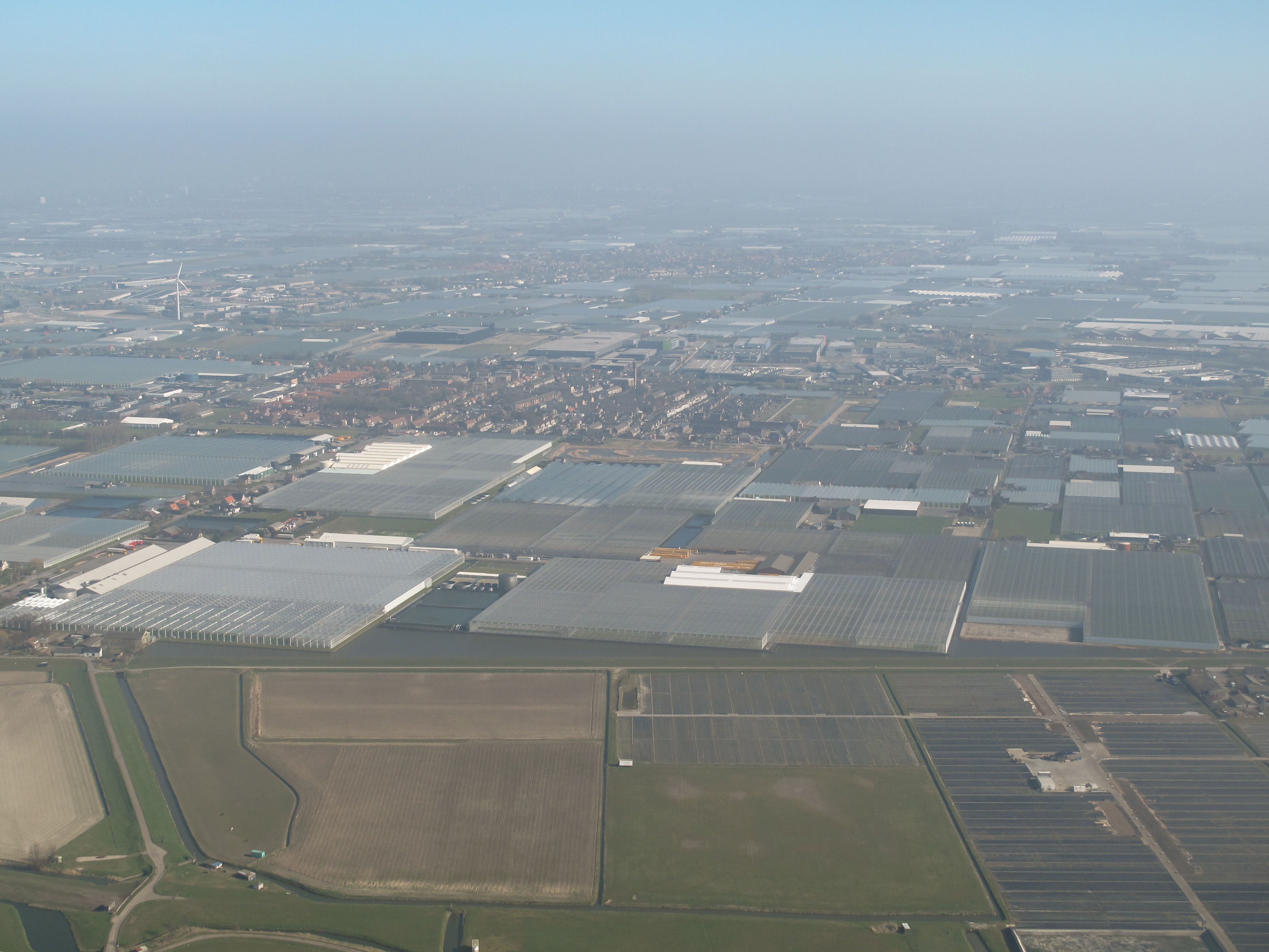
Maasdijk, vue sur le village

Maasdijk est un village situé dans la commune néerlandaise de Westland, dans la province de la Hollande-Méridionale. Le 1er janvier 2008, le village comptait 4 025 habitants.